# Frank R. McKelvy
Frank R. McKelvy, talvolta indicato come Frank McKelvey o Frank McKelvy (24 gennaio 1914 – Los Angeles, 18 febbraio 1980), è stato uno scenografo statunitense.
Ha ottenuto sette volte la candidatura ai Premi Oscar nella categoria migliore scenografia (1957, 1959, 1960, 1963, 1970, 1975 e 1976), tuttavia senza mai vincere.

## Filmografia parziale
- Corsari della terra (Wild Harvest), regia di Tay Garnett (1947)
- Il nipote picchiatello (You're Never Too Young), regia di Norman Taurog (1955)
- Anche gli eroi piangono (The Proud and the Profane), regia di George Seaton (1956)
- Il segno della legge (The Tin Star), regia di Anthony Mann (1957)
- La donna che visse due volte (Vertigo), regia di Alfred Hitchcock (1958)
- Intrigo internazionale (North by Northwest), regia di Alfred Hitchcock (1959)
- Ma non per me (But Not for Me), regia di Walter Lang (1959)
- Gli spostati (The Misfits), regia di John Huston (1961)
- Pranzo di Pasqua (The Pigeon that Took Rome), regia di Melville Shavelson (1962)
- Scimmie, tornatevene a casa (Monkeys, Go Home!), regia di Andrew V. McLaglen (1967)
- Non si uccidono così anche i cavalli? (They Shoot Horses, Don't They?), regia di Sydney Pollack (1969)
- Boatniks - I marinai della domenica (The Boatnicks), regia di Norman Tokar (1970)
- Terremoto (Earthquake), regia di Mark Robson (1974)
- Hindenburg (The Hindenburg), regia di Robert Wise (1975)
- The Black Hole - Il buco nero (The Black Hole), regia di Gary Nelson (1979)